# Уильямс, Артур
А́ртур Джеймс Уи́льямс (англ. Arthur James Williams; 12 ноября 1964, Пенсакола, Флорида, США — апрель 2023) — американский боксёр-профессионал, выступавший в первом тяжёлом весе. Чемпион мира среди юниоров 1983 года в любительских соревнованиях. Чемпион мира по версии IBF (1998—1999), чемпион  боксёрской ассоциации Соединенных штатов (USBA) (1992, 1997—1998),  чемпион Североамериканской боксёрской федерации (NABF) (2005),  чемпион США по версии WBС (USNBC) (2008, 2009) в профессиональном боксе. Рост — 188 см. Боевой вес — 85-90 кг.

## Биография
Родился 12 ноября 1964 года в городе Пенсакола штата Флорида (США).
В 1983 году выиграл чемпионат мира среди юниоров в тяжёлой весовой категории (до 91 кг) в Санто-Доминго (Доминиканская республика).
В 1984 году проиграл национальные отборочные соревнования в Форт-Уэрте (США) за право выступать на  Олимпиаде-1984.
В 1989 году начал карьеру профессионального боксёра в первом тяжёлом весе.
30 ноября 1989 года провёл свой первый профессиональный бой, победив нокаутом в первом раунде Кевина Пойндекстера (США).
16 декабря 1992 года завоевал вакантный титул чемпиона боксёрской ассоциации Соединенных Штатов (USBA), победив техническим нокаутом в одиннадцатом раунде Юрия Ваулина (Латвия).
4 марта и 2 июля 1994 года дважды проигрывал титульные бои за звание чемпиона мира по версии WBA Орлину Норрису (США) — разделённым судейским решением и техническим нокаутом в третьем раунде.
22 февраля 1997 года повторно завоевал вакантный титул чемпиона боксёрской ассоциации Соединённых Штатов (USBA), выиграв техническим нокаутом в четвёртом раунде у Рика Руфуса (США). Провёл две успешные защиты завоёванного титула, последняя из которых являлась элиминатором (отбором) к бою за звание чемпиона мира по версии IBF.
30 октября 1998 года стал чемпионом мира по версии IBF в первом тяжёлом весе, нокаутировав в девятом раунде Имаму Мэйфилда (США).
5 июня 1999 года потерял титул чемпиона мира по версии IBF, проиграв техническим нокаутом в седьмом раунде Василию Жирову (Казахстан).
7 сентября 2001 года проиграл титульный бой за звание чемпиона Североамериканской боксёрской федерации (NABF), проиграв техническим нокаутом в одиннадцатом раунде О‘Нилу Беллу (Ямайка).
23 марта 2002 года предпринял попытку в третий раз за карьеру стать чемпионом боксёрской ассоциации Соединенных Штатов (USBA), но уступил разделённым решением судей Келвину Дэвису (США).
8 ноября 2002 года не сумел завоевать пояса чемпиона боксёрской ассоциации Соединенных Штатов (USBA) и Североамериканской боксёрской федерации (NABF), вновь проиграв О‘Нилу Беллу (Ямайка) техническим нокаутом в девятом раунде.
16 июня 2005 года с третьей попытки стал чемпионом Североамериканской боксёрской федерации (NABF), нокаутировав в третьем раунде Али Суприма (США).
27 октября 2005 года не смог защитить титул NABF, проиграв техническим нокаутом в восьмом раунде Феликсу Коре-младшему (США).
23 октября 2008 года и 6 февраля 2009 года дважды завоёвывал вакантный титул чемпиона Соединённых Штатов по версии WBC (USNBC), побеждая Дэйви Купера (США) — техническим решением и большинством судейских голосов.
23 октября 2009 года не смог в третий раз завоевать вакантный титул USNBC, проиграв техническим нокаутом в седьмом раунде Виктору Баррагану (США).
17 декабря 2010 года провёл последний бой на профессиональном ринге, уступив единогласным решением судей в титульном поединке за звание чемпиона боксёрской организации Соединённых Штатов (USBO) Карлу Дэвису (США).
Скончался в апреле 2023 года.

## Любительская карьера
Уильямс успешно выступал за молодежную сборную США по боксу, в составе которой в 1983 году выиграл чемпионат мира среди юниоров в тяжёлой весовой категории (до 91 кг), проходивший в Санто-Доминго (Доминиканская республика). Для завоевания золотой медали Артуру понадобилось одержать всего одну победу над румынским боксёром Миклошем Пайшем (по очкам, 5:0).
В 1984 году Уильямс принял участие в национальных отборочных соревнованиях в Форт-Уэрте (США) за право выступать на  Олимпиаде-1984, однако проиграл в четвертьфинальном бою Джеймсу Притчарду (досрочно, в первом раунде).
В 1984—1985 годах Уильямс участвовал в двух матчевых встречах: Польша - США (выступал в полутяжёлой весовой категории (до 81 кг), проиграл Станиславу Лакомицу по очкам) и США — СССР (выступал в тяжёлой весовой категории (до 91 кг), проиграл Рамзану Себиеву по очкам).
В 1989 году принял решение перейти в профессиональный бокс.

## Профессиональная карьера
На профессиональном ринге Уильямс дебютировал 30 ноября 1989 года в возрасте 25 лет, в первом тяжёлом весе. Большинство своих боёв (60) провёл в США, по одному поединку — в Канаде, Пуэрто-Рико, России, Великобритании и Германии.

### 1989—1991 годы
30 ноября 1989 года Уильямс провёл свой первый профессиональный бой, нокаутировав в первом раунде Кевина Пойндекстера (США).
В 1990 году Артур принял участие в семи поединках, в пяти из которых победил нокаутом, а один выиграл по очкам решением рефери. Кроме того, в четвёртом по счету профессиональном бою Уильямс не смог победить своего соотечественника Сильвестра Уайта, добившись ничьей.
1991 год американский боксёр начал тремя победами, в том числе одной нокаутом. 6 июля в Лас-Вегасе Уильямс потерпел своё первое поражение в профессиональной карьере, проиграв нокаутом в третьем раунде Симу Уорриору (США), причем в стартовой трёхминутке поединка Уорриор дважды оказывался в нокдауне. В следующем же бою Артур взял реванш у соперника, победив его техническим нокаутом во втором раунде. До конца года Уильямс нокаутировал ещё трёх оппонентов и довёл свой профессиональный рекорд до 14 побед при одной ничьей и одном поражении.

## Результаты боёв
| Бой | Дата | Соперник | Судьи | Место боя | Раундов | Результат | Дополнительно |
| --- | ---- | -------- | ----- | --------- | ------- | --------- | ------------- |
|     |      |          |       |           |         |           |               |
| Бой | Дата | Соперник | Судьи | Место боя | Раундов | Результат | Дополнительно |